# Paravolvulus laterimargo
Paravolvulus laterimargo är en skalbaggsart som först beskrevs av Edmund Reitter 1904.  Paravolvulus laterimargo ingår i släktet Paravolvulus och familjen stumpbaggar. Inga underarter finns listade i Catalogue of Life.